# Paryphodes zebra
Paryphodes zebra är en tvåvingeart som först beskrevs av Mario Bezzi 1908.  Paryphodes zebra ingår i släktet Paryphodes och familjen bredmunsflugor.
Artens utbredningsområde är Eritrea. Inga underarter finns listade i Catalogue of Life.